# Discalma lugubris
Discalma lugubris là một loài bướm đêm trong họ Geometridae.